# Barytarbes annulipes
Barytarbes annulipes là một loài tò vò trong họ Ichneumonidae.